# دولت أباد (مرند)
دولت أباد هي قرية في مقاطعة مرند، إيران. عدد سكان هذه القرية هو 3,864 في سنة 2006.